# SuicideGirls

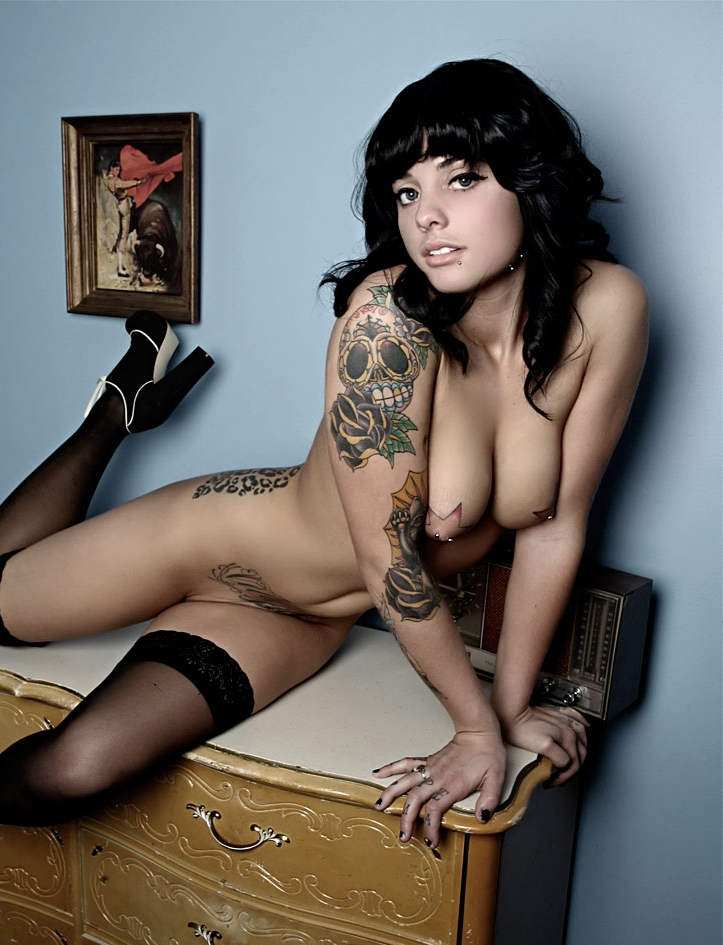
Suicide girl - RADEO

SuicideGirls – amerykańska strona internetowa oraz agencja artystyczna zrzeszająca modelki erotyczne. Strona internetowa prezentuje treści erotyczne typu softcore pin-up ze stylizowanymi modelkami nawiązującymi do subkultury gotyckiej i punk. Projekt powstał w 2001 roku z inicjatywy Seana Suhla i Seleny "Missy Suicide" Mooney z siedzibą w Portland w stanie Oregon. Natomiast w 2003 roku działalność została przeniesiona do Los Angeles. Na stronie internetowej znajdują się również sekcja informacyjna oraz kolumny kulturalne z dziedziny muzyki, sportu, polityki, filmu oraz gier. 
Witryna prowadzi ponadto sekcję wywiadów z muzykami, modelkami i aktorami dla której wystąpili m.in. Dita von Teese, David Lynch, Debbie Harry, Johnny Depp, Slash, Dave Navarro, Scott Ian, Woody Allen, Bill Murray, Natalie Portman czy Christopher Walken. Dostęp do zasobów strony jest w znacznym stopniu płatny. 
W 2004 roku 66 kobiet z agencji SuicideGirls wystąpiło w teledysku do utworu pt. "Shake Your Blood" amerykańskiej grupy muzycznej Probot. Realizacja ta w rankingu stacji muzycznej MTV2 znalazła się na drugim miejscu najlepszych teledysków XXI wieku.